# 横沢村 (秋田県)
横沢村（よこさわむら）は秋田県仙北郡にあった村。現在の大仙市南東部、川口川沿岸にあたる。

## 地理
- 河川：川口川

## 歴史
- 1889年（明治22年）4月1日 - 町村制の施行により、横沢村、駒場村、三本扇村、中里村、国見村の区域をもって発足。
- 1955年（昭和30年）3月31日 - 長信田村と合併して太田村が発足。同日横沢村廃止。
- 1969年（昭和44年）4月1日 - 太田村が町制施行して太田町となる。
- 2005年（平成17年）3月22日 - 太田町が大曲市・神岡町・西仙北町・中仙町・協和町・南外村・仙北町と合併して大仙市が発足。

## 交通

### 道路
- 羽州街道（現・秋田県道11号角館六郷線）